# Богдан Тарас Вікторович
Богдан Тарас Вікторович — український художник. Народний майстер, кадидат в члени НСМНМУ (Національна спілка майстрів народного мистецтва України). 
З 2013р. - спеціальний кореспондент Всеукраїнського видання "Екологія та соціальний захист". 

## Життєпис
Народився в 1988р. в Маріуполі (Приазов'я, Донецка область), з дитинства проживає у Львові. Навчався у Центрі творчості дітей та юнацтва Галичини у відділі образотворчого та декоративно-прикладного мистецтва. Надає перевагу декоративно-прикладним напрямкам — витинанка, розпис на склі, авторські техніки. Роботи Богдана Тараса  застосовуються в оформленні друкованих видань, дизайні, знаходяться в приватних колекціях, як в Україні так і за кордоном.

### Хронологія основних виставок митця
- 2001- Карпатська бієнале дитячої та юнацької графіки (Польща, Перемишль)
- 2003- Міжнародний конкурс образотворчого мистецтва для дітей та юнаків " Національні традиції європейських країн» (Польща, Краків)
- 2004-Виставка в музеї Народної архитектури і побуту (Україна, Львів)
- 2004- персональна виставка в галереї «Маяна» (США, Нью-Йорк)
- 2005-«У пошуках чар-зілля» - персональна виставка в історико-географічному музеї "Бойківщина "(Україна, Самбір)
- 2009-«Львівщина звітує»-виставка від НСМНМУ палац «Україна» (Україна, Київ)
- 2005-2009- щорічна участь у виставках народних майстрів від Львівської області
- 2012-виставка в музеї Народної архітектури і побуту (Україна, Львів)
- 2012- персональна виставка в Національному університеті «Острозька академія»
- 2012-виставка в галереї «Арт-пласт» (Україна, Нетішин)
- 2013-участь у Всеукраїнській виставці від НСМНМУ (Україна, Київ)[3]